# Isao Satō (attore)
Isao Satō (佐藤 勇夫?, Satō Isao; Tokyo, 27 giugno 1949 – Miramar, 9 marzo 1990) è stato un attore e aviatore giapponese naturalizzato statunitense.

## Biografia
Dopo la laurea in legge presso l'Università Keio e le prime esperienze teatrali in Giappone, si trasferì negli Stati Uniti nel 1976 per fare un'audizione per il musical di Stephen Sondheim Pacific Overtures. Il provino ebbe successo e Sato entrò nel cast nel musical per il suo debutto a Broadway; l'attore, l'unico non statunitense del cast, ottenne il plauso della critica e una candidatura al Tony Award al miglior attore non protagonista in un musical. Sempre nel 1976 recitò anche nella tournée californiana del musical. Dopo alcune altre apparizioni teatrali e televisive, Sato abbandonò le scene, ottenne la licenza di pilota privato e divenne istruttore di volo. Nel 1990 morì in un incidente aereo mentre un suo studente si trovava alla guida del velivolo.

## Filmografia

### Televisione
- Spenser - serie TV, 1 episodio (1987)
- Invisible Thread - film TV (1987)